# Campitello Matese
Campitello Matese é uma fracção da comuna de San Massimo, na província de Campobasso, no centro-sul de Itália. Localizada nos chamados Apeninos samnitas, é um importante centro de desportos de inverno.

## Geografia
Encontra-se nos Apeninos samnitas, junto ao maciço de Matese, a 1450 msnm, e muito próxima ao Monte Miletto (2050 m), ao que se pode aceder por um teleférico. A zona Cársico de Matese conta com bosques, grutas, rios e lagos nos que se praticam diferentes desportos como o esqui, a bicicleta de montanha, a escalada e o parapente.
A estação de esqui tem uns 28 km de pistas de esqui alpino, com três chairlifts e três elevadores de superfície, além de vários de esqui de fundo. Também está equipada com um sistema de neve artificial, e nos últimos anos tem sido ampliada devido a sua crescente demanda. É considerada a estação com mais neve do centro-sul de Itália.
Em 2014 instalou-se na localidade uma estação meteorológica, com uma web câmara integrado de alta definição com vistas ao maciço de Matese.

## História
Campitello Matese até os anos 1960 tinha só uma construção estável: um refúgio de montanha onde se alojavão montanheiros e pastores. Nesses anos produziu-se a chegada dos primeiros grupos de esquiadores, e foi nos anos 1970 quando se produziu o auge dos desportos de inverno na zona, o que levou à criação de muitas das estruturas actuais, incluindo a estrada desde San Massimo, já que a chegada mais habitual era desde Bojano. É nesta época quando começa a construção da estação de esqui.

## Ciclismo
O lugar converteu-se num enclave de grande relação com o ciclismo, sobretudo a raiz da chegada do Giro de Itália em sua edição de 1969, e onde têm vencido alguns dos melhores escaladores do mundo. Com a edição de 2015, a rodada italiana tem chegado em sete ocasiões a Campitello Matese, sendo os vencedores os seguintes:
| Ano  | Etapa | Saída                    | km  | Vencedor de etapa | Maglia rosa       |
| ---- | ----- | ------------------------ | --- | ----------------- | ----------------- |
| 1969 | 10ª   | Potenza                  | 254 | Carlo Chiappano   | Eddy Merckx       |
| 1982 | 12ª   | Cava de' Tirreni         | 171 | Bernard Hinault   | Bernard Hinault   |
| 1983 | 6ª    | Vasto                    | 145 | Alberto Fernández | Silvano Contini   |
| 1988 | 6ª    | Santa Maria Capua Vetere | 137 | Franco Chioccioli | Massimo Podenzana |
| 1994 | 4ª    | Montesilvano             | 204 | Yevgueni Berzin   | Yevgueni Berzin   |
| 2002 | 11ª   | Benevento                | 140 | Gilberto Simoni   | Jens Heppner      |
| 2015 | 8ª    | Fiuggi                   | 186 | Beñat Intxausti   | Alberto Contador  |